# Della Q
Della Q var ett svenskt kultur- och samhällskommenterande poddradioprogram som gjordes av Anna Björklund, Bianca Meyer och Moa Wallin. Första avsnittet "Erotiskt kapital" släpptes den 19 juli 2018, då som vikarierande podd inom poddmagasinet Della Monde. Från och med den 13 maj 2019 fanns Della Q enbart på Spotify. Podden lades ner i april 2020 efter interna konflikter. Sammanlagt sändes 90 avsnitt och Della Q var bland Spotifys mest lyssnade poddar. Podden har dock inte publicerat några exakta lyssnarsiffror.
Podden belönades Årets Media i Nöjesguidens Stockholmspris 2018, samt Radioakademins pris Guldörat (tidigare Stora radiopriset) i kategorin Årets nykomling podd 2019.